# Sender Portofino
Der Sender Portofino ist eine Einrichtung der Radiotelevisione Italiana zur Verbreitung von Fernseh- sowie Hörfunkprogrammen im UKW- und Mittelwellenbereich in der Nähe von Portofino Vetta, Metropolitanstadt Genua, Italien.
Besonders bemerkenswert an dieser Anlage ist der auf 1575 kHz mit 50 kW betriebene Mittelwellensender, der auch in Deutschland bei Nacht empfangen werden kann, denn er verwendet als Sendeantenne einen Vertikaldraht, der an einem Seil aufgehängt ist, welches zwischen dem 130 Meter hohen Sendeturm für UKW und TV und einem 590 Meter entfernten Gebäude auf der anderen Seite des Tals gespannt ist.
Der Rundfunksender Portofino dürfte der einzige Rundfunksender in Europa sein, der ein über ein Tal gespanntes Seil als Teil der Anlage verwendet. Neben dem Hauptsendeturm existiert ein zweiter freistehender Stahlfachwerkturm mit dreieckigem Querschnitt.